# NGC 6998
NGC 6998 is een elliptisch sterrenstelsel in het sterrenbeeld Microscoop. Het hemelobject werd op 19 oktober 1864 ontdekt door de Duitse astronoom Albert Marth.

## Synoniemen
- ESO 464-14
- A 2058-28
- PGC 65925